# Tashi Dor

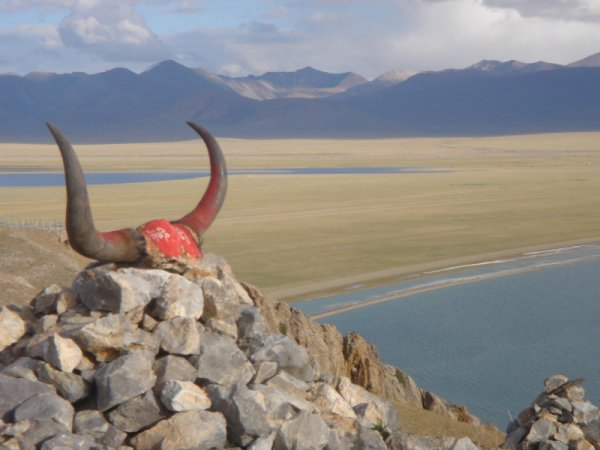
Vue depuis Tashi Dor

Tashi Dor est une péninsule entrant dans le Lac Namtso depuis sa rive sud, et sur laquelle s'érigent deux collines sacrées. C'est un lieu de pèlerinage bouddhiste ; les fidèles suivent la Kora autour des collines, et parfois autour du lac.
Sur la péninsule s'élève aussi un petit monastère, et dans son flanc se creusent quelques grottes abritant parfois des ermites. Des éleveurs nomades y campent fréquemment. Plusieurs espèces d'oiseaux migratoires nidifient sur les rochers de la péninsule.